# Хуан де ла Фуенте
Хуан де ла Фуенте  (ісп. Juan de la Fuente, 15 серпня 1976) — аргентинський яхтсмен, олімпійський медаліст.

## Виступи на Олімпіадах
| Олімпіада   | Дисципліна | Місце |
| ----------- | ---------- | ----- |
| Сідней 2000 | Клас 470   | 3     |
| Афіни 2004  | Клас 470   | 13    |
| Пекін 2008  | Клас 470   | 10    |
| Лондон 2012 | Клас 470   | 3     |